# The Defectors
The Defectors is een Deense rockband uit Aarhus ontstaan in 1997. De band bestond oorspronkelijk uit Mort Harder, Mik Stegger, Jonas Jørgensen, Martin Budde en Torben Skovgaard, en werd vooral beïnvloed door vroege punkmuziek en garagerock uit de jaren 60. De band wordt dan ook vaak als garagerock of garagepunk genoemd.

## Geschiedenis
De band werd in 1997 opgericht in Aarhus, de geboortestad van de leden, onder de naam Thee Fuzz Arts. Niet veel later werd de naam veranderd in The Persuaders, maar omdat die naam al werd gebruikt door een andere band, werd in 1998 uiteindelijk The Defectors als naam gekozen. Het debuutalbum van de band, Let Me..., werd uitgegeven door ESP Recordings in Denemarken.

## Discografie
- Let Me... (2002)
- Baby Gimme Love! (2003)
- Live at Gutter Island (2004)
- Turn Me On! (2006)
- Bruised and Satisfied (2007)
- Bloody Bloody Mary (2009)
- Takin' Out the Trash (2009)